# 戈氏霍蘭三棘魨
戈氏霍蘭三棘魨（学名：Hollardia goslinei），為輻鰭魚綱魨形目擬三刺魨亞目擬三棘魨科的其中一種，分布於中太平洋東部的夏威夷群島海域，棲息深度275-366公尺，體長可達14.4公分，棲息在底中層水域，生活習性不明。